# Jacques Rueff
Pour les personnalités de même nom de famille, voir Rueff.
Jacques Rueff, né le 23 août 1896 à Paris et mort le 24 avril 1978 dans la même ville, est un haut fonctionnaire et économiste français. Il a joué un rôle majeur dans les politiques économiques menées dans les années 1930 et surtout à partir de 1958.
Il participe à plusieurs réformes économiques en France : en 1926-1928 auprès de Raymond Poincaré pour rétablir le franc, en 1935 aux côtés de Charles Rist il conseille Pierre Laval en faisant de l'équilibre budgétaire une priorité, en 1938 auprès de Paul Reynaud, ainsi que de façon notable auprès de Charles de Gaulle en 1958-1960, lorsqu'il a une importance prépondérante dans la conception d'un plan d'assainissement financier, qui sera mis en œuvre par Antoine Pinay, le plan Pinay-Rueff, puis en concevant un plan de « suppression des obstacles à l'expansion économique » au sein du comité Rueff-Armand.
Libéral, proche des idées de l'École autrichienne, il s'oppose fermement aux idées keynésiennes. Il devient membre de la Société du Mont-Pèlerin en 1948. Considérant la monnaie comme l'élément économique central, il est connu pour sa description du mécanisme de la « double pyramide de crédits », qui sera confirmée par l'économiste Maurice Allais. 
Esprit philosophique autant que spécialiste des phénomènes financiers, il est l'auteur de plusieurs essais dont en particulier L'Ordre social. Élu à l'Académie française en 1964, il devient alors chancelier de l'Institut de France et le reste jusqu'à sa mort en 1978.

## Biographie

### Jeunesse et études
Jacques Rueff est le fils d’Adolphe Rueff, un médecin né en 1854 à La Chaux de Fonds en Suisse et mort en 1912 à Paris, et de Caroline Levy. Il fait ses études secondaires au lycée Charlemagne et au lycée Saint-Louis. Une fois le baccalauréat obtenu, il poursuit ses études à l'École libre des sciences politiques puis à l'École polytechnique (Promotion X1919S, réservée aux anciens combattants). Il y est l'élève de Clément Colson, qui a une profonde influence sur lui. À partir de 1915, il participe aux combats de la Première Guerre mondiale comme aspirant sous-lieutenant, puis comme lieutenant d'artillerie.
Il épouse Christiane Vignat, filleule du Maréchal Pétain.

### Parcours professionnel
Pendant les années 1920, il est inspecteur des finances, chargé de mission auprès de Raymond Poincaré, président du Conseil et ministre des Finances en 1926, pour lequel il prépare la dévaluation du franc de 1928. 
Il est ensuite attaché financier à l'ambassade française de Londres. Il peut alors observer le krach de 1929 qui a notamment pour conséquence que la livre sterling, qui jouait encore, avec le dollar, le rôle de monnaie de réserve et d'échanges internationaux, cesse, dès septembre 1931, d'être convertible en or suivie deux ans plus tard par le dollar. Ces deux « décrochages » contribuent à l'approfondissement de la crise qui secoue le commerce international. Ces événements influencent l'analyse de Rueff sur les faiblesses du nouveau système monétaire international issu des accords de Bretton Woods (1944).
Dans les années 1930, il fait partie des économistes qui s'inquiètent des problèmes récurrents de la France dans le domaine de l'économie. C'est en partie cela qui l'amène à être membre du groupe X-Crise et à participer au colloque Walter Lippmann. 
Parallèlement, sa carrière administrative est alors à son apogée, il est directeur du mouvement général des Fonds (poste qui de nos jours correspond à directeur du Trésor) durant le Front populaire et le 8 septembre 1939 il est nommé second sous-gouverneur de la Banque de France. Il est contraint, par la loi du 3 octobre 1940 portant statut des juifs, de présenter sa démission le 22 janvier 1941. Un décret de Pétain l’autorise néanmoins à rester dans les cadres de l’Inspection des finances.
Après la Seconde Guerre mondiale, pendant laquelle il avait écrit L'Ordre social, il préside, à partir de 1945, la conférence des réparations à Paris. Il rejoint en 1948 la Société du Mont Pèlerin peu après sa première réunion en avril 1947. Du 12 juillet 1949 au 1er août 1950, il est le ministre d'État de Monaco. Dans les années 1950, il occupe plusieurs postes dans les instances européennes, à la Cour de justice de la Communauté européenne du charbon et de l'acier et à la Cour de justice européenne.
Il enseigne l'économie à l'Institut d'études politiques de Paris.
Après le retour de Charles de Gaulle au pouvoir en 1958, il préside un Comité d'experts chargé d'étudier la façon d'assainir les finances publiques. Il s'agit d'assurer à la Cinquième République de bonnes bases économiques et financières. Cela conduit au « plan Rueff » parfois appelé « plan Pinay-Rueff » mis en œuvre par le ministre des Finances Antoine Pinay, de Gaulle étant président du Conseil. Le franc redevient convertible après une dévaluation de 17 %, le contrôle des changes s’assouplit.

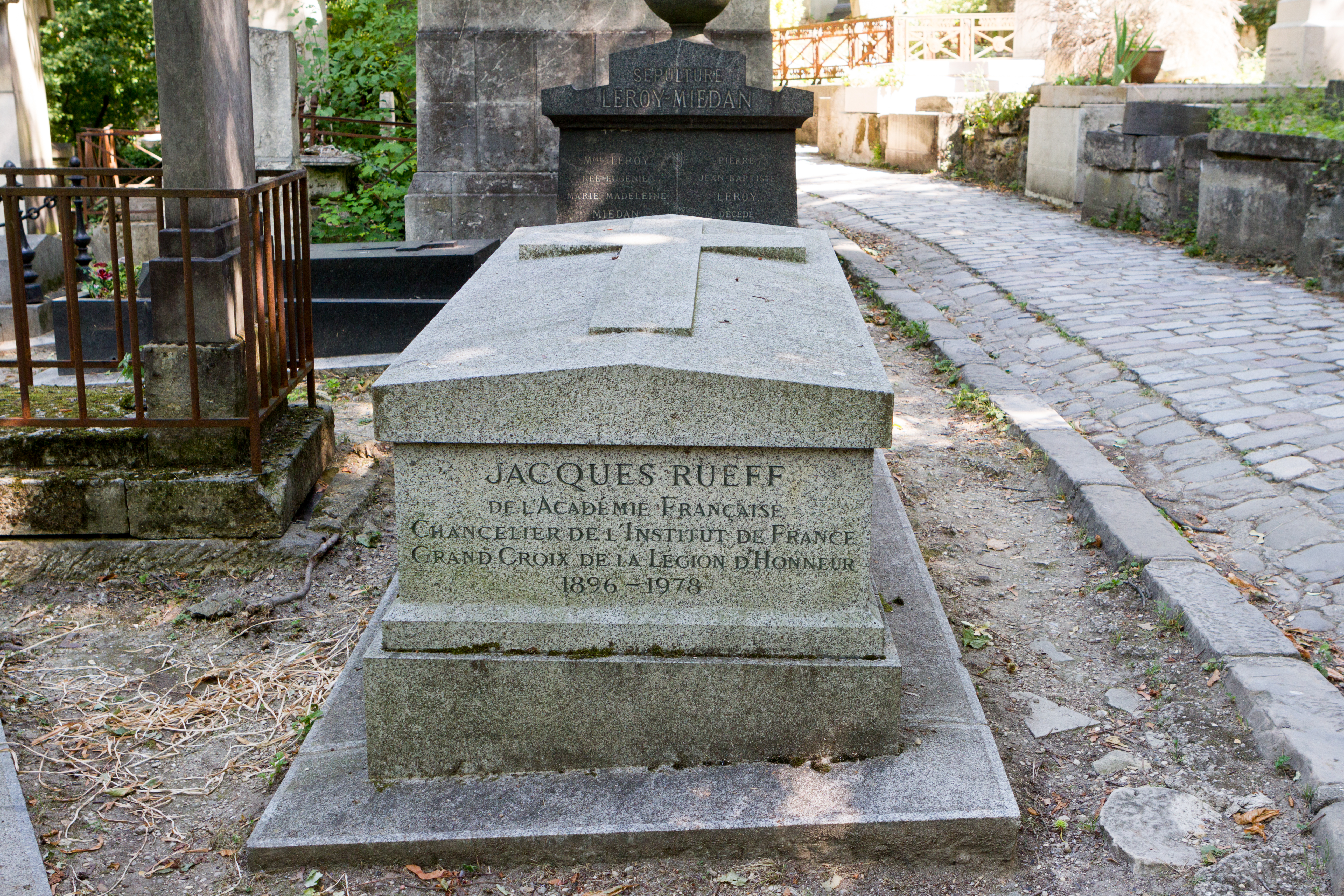
Tombe de Jacques Rueff au cimetière du Père-Lachaise (division 10).

Préfigurant le marché commun européen, alors en formation, Rueff recommande l'ouverture à la concurrence dans un second rapport qu'il rédige en collaboration avec Louis Armand, à la tête du comité Rueff-Armand. À sa publication en 1960, les journalistes dénomment « plan Rueff-Armand » ce document, qui a pour titre Rapport du Comité pour la suppression des obstacles à l'expansion économique.
Il est membre du Conseil économique et social de 1962 à 1974.

### Fin de carrière et mort
Il est élu membre de l'Académie des sciences morales et politiques en 1944 et de l'Académie française en 1964, au fauteuil de Jean Cocteau, le n°31. Il est chancelier de l'Institut de France de 1964 à 1978 et Grand-croix de la Légion d'honneur.
Il meurt en 1978, et repose au cimetière du Père-Lachaise (10e division) au côté de son épouse, qui meurt en 1997.
Le romancier Jean Dutourd est élu en 1978 à son fauteuil à l'Académie et prononce dans son discours de réception le traditionnel hommage à son prédecesseur. En 1984, la place Jacques-Rueff est créée au milieu du Champ-de-Mars à Paris.

## Apports

### Influence
L'influence des idées libérales de Jacques Rueff se fait sentir dès l'entre-deux-guerres, quand il combat avec succès, dans plusieurs articles, la mise en place d'un système d'assurance-chômage semblable à ceux déployés en Grande-Bretagne (en 1911) puis en Allemagne (1927). Empruntant un raisonnement appliqué par Malthus à la pauvreté, il juge en effet qu'une assurance-chômage serait un facteur direct d'accroissement de cette dernière. Selon lui, il suffit de diminuer les salaires pour résorber le chômage.
Après la guerre, si ses travaux s'inscrivent dans la tradition libérale, il refuse de séparer économie et finance des faits politiques et sociaux.

Pièce de 1 franc à l'effigie de Jacques Rueff, 1996.

### Critique du système de Bretton Woods
Analyste critique des accords de Bretton Woods, il montre très tôt les dysfonctionnements du nouveau système monétaire international et prône sa réforme. En 1944, les États-Unis, forts des créances accumulées durant la guerre et détenant des réserves d'or considérables, avaient imposé le dollar comme monnaie de réserve et de règlement pour les échanges internationaux. Néanmoins, dès la fin des années 1950, les anciennes puissances industrielles que sont l'Allemagne, le Royaume-Uni, le Japon et la France redeviennent exportatrices. Inversement, les États-Unis deviennent importateurs et leur balance de paiement structurellement déficitaire.
Les événements donneront rapidement raison à Rueff. Dès la fin des années 1960, les demandes de remboursements des dollars excédentaires en or commencent (en particulier de la part de l'Allemagne de l'Ouest). Les États-Unis, qui ne veulent pas voir disparaître leur encaisse-or, suspendent unilatéralement la convertibilité du dollar en or le 15 août 1971. Le système des taux de change fixes s'écroule définitivement en mars 1973, avec l'adoption du régime de changes flottants qui ne résout aucunement la « double pyramide de crédits » et poursuit l'hégémonie du dollar.
C'est alors qu'il élabore la description du mécanisme de la « double pyramide de crédits » qu'il développera dans Le lancinant problème de la balance des paiements (1965) : les États-Unis, en important des produits, paient en créditant aux banques du pays exportateur une somme en dollar. Ces banques, qui inscrivent cette somme dans leur bilan, vont créer de la monnaie avec un effet multiplicateur en octroyant des prêts à des particuliers et des entreprises. Comme cette somme ne peut produire que des intérêts aux États-Unis, ils la placent auprès de banques américaines qui créent de nouveau des prêts (et donc de la masse monétaire) localement avec un nouvel effet multiplicateur. 
Ce mécanisme, confirmé par Allais quelques années plus tard, pérennise le déficit de la balance des paiements américaine. Rueff le nomme « le secret du déficit sans pleurs ». L'inconvénient majeur selon l'économiste français est que ce système doit créer des crises et des désordres dans le commerce international, et la surabondance de dettes (ou de monnaie) détourne paradoxalement l'argent disponible de l'économie réelle pour se placer de manière spéculative.

### Opposition à Keynes
Rueff s'est toujours opposé aux idées de Keynes, d'abord, dans The Economic Journal, sur le problème des transferts, en relation avec les réparations allemandes, à la fin des années 1930 et encore en 1947, telles qu'elles étaient développées dans la Théorie générale de l'emploi, de l'intérêt et de la monnaie. Il y aura une passe d'armes avec James Tobin en 1948 dans The Quarterly Journal of Economics. Près de 30 ans plus tard, il enfoncera le clou une bonne fois pour toutes dans La fin de l'ère keynésienne, qu'il publie dans le quotidien Le Monde.

## Œuvres

### Ouvrages
- Des Sciences physiques aux sciences morales. Introduction à l'étude de la morale et de l'économie politique rationnelles, Aléau, 1922
- Sur une théorie de l'inflation, Berger-Levrault, 1925
- Théorie des phénomènes monétaires, statique, Payot, 1927
- Une erreur économique : l'organisation des transferts, Doin, 1929
- La Crise du capitalisme, La Revue bleue, 1935
- L'Ordre social, Librairie Sirey, 1945
- Épître aux dirigistes, Gallimard, 1949
- La Régulation monétaire et le problème institutionnel de la monnaie, 1953
- L'Âge de l'inflation, 1963
- Le lancinant problème de la balance des paiements, Payot, 1965
- Les Dieux et les rois (Regards sur le pouvoir créateur), Hachette, 1967
- Le Péché monétaire de l'Occident, Plon, 1971
- Combats pour l'ordre financier - Mémoires et documents pour servir à l'histoire du dernier demi-siècle, Plon, 1972
- La Réforme du système monétaire international, Plon, 1973

### Articles
- « Les variations du chômage en Angleterre », in Revue Politique et Parlementaire, 32, p. 425-437, 1925
- « Les Idées de M. Keynes sur le problème des transferts », in Revue d'Économie Politique, 42, p. 1067-1081 ; version anglaise : « Mr. Keynes' Views on the Transfer Problem », The Economic Journal, 39, p. 388-399, 1929
- « L'Assurance-chômage : cause du chômage permanent », in Revue d'Économie Politique, 45, p. 211-251 (article signé de trois petites croix de Saint André anonymes à cause d'une obligation de réserve de Jacques Rueff, alors attaché financier à l'ambassade de France à Londres), 1931
- « Défense et illustration de l'étalon-or », in Les Doctrines monétaires à l'épreuve des faits, Alcan, 1932
- « Les Erreurs de la théorie générale de Lord Keynes », in Revue d'Économie Politique, 57, p. 5-33 ; version anglaise : « The Fallacies of Lord Keynes' General Theory », The Quarterly Journal of Economics, 61, p. 353-367, 1947
- « Reply [to James Tobin's comment] », in The Quarterly Journal of Economics, 62, p. 771-782, 1948
- « Un danger pour l'Occident ; le Gold Exchange Standard », série de trois articles dans Le Monde (repris dans Le péché monétaire de l’Occident), 1961
- « La Fin de l'ère keynésienne », in Le Monde. Version anglaise : « The End of the Keynesian Era or When the Long Run Ran Out », Euromoney, p. 70-7, 1976

### Discours
- Discours aux Indépendants, Librairie de Médicis, 1951
- Souvenirs et réflexions sur l'âge de l'inflation, conférence prononcée au centre universitaire méditerranéen, à Nice, 1956
- Discours sur le crédit, 1961
- Discours de réception à l'Académie française, 1965

### Ballet
- La Création du monde , 1974 - Comédie-ballet en cinq journées

### Éditions
- Les Œuvres Complètes de Jacques Rueff, constituées par Emil-Maria Claassen et Georges Lane et publiées par les éditions Plon (Paris) en quatre tomes :
  - Tome I : De l'Aube au Crépuscule (Autobiographie), 1977[6].
  - Tome II : Théorie monétaire en deux livres, 1979.
  - Tome III : Politique économique en deux livres, 1979 et 1980.
  - Tome IV : L'Ordre Social, 1981.